# 오자 코다
오자 코다(Oja Kodar, 1941년 1월 1일 ~ )는 크로아티아의 영화 감독, 각본가, 영화배우, 조각가이다.
자그레브에서 태어났으며, 2010년대 후반에 오슨 웰스의 파트너로 활동하였다.

## 영화
- 프로디걸 선스 (2008년)
- 오슨을 찾아서 (2006년) - 본인 역
- 킹 메이커 (1999년)
- 사랑의 나날들 (1987년)
- 거짓의 F (1975년)
- 바람의 저편 (1972년)
- 디프 (1970년)
- 베니스의 상인 (1969년)